# Lê Thị Đầy
Lê Thị Đầy (sinh năm 1965) là nữ kiểm sát viên cao cấp người Việt Nam. Bà hiện giữ chức vụ Viện trưởng Viện kiểm sát nhân dân tỉnh Bà Rịa – Vũng Tàu.

## Tiểu sử
Lê Thị Đầy là đảng viên Đảng Cộng sản Việt Nam.
Năm 2011, bà là Tỉnh ủy viên tỉnh Bà Rịa – Vũng Tàu.
Từ ngày 1 tháng 7 năm 2009, Lê Thị Đầy được bổ nhiệm giữ chức vụ Viện trưởng Viện kiểm sát nhân dân tỉnh Bà Rịa – Vũng Tàu.
Ngày 27 tháng 5 năm 2011, bà là một trong 50 người trúng cử Đại biểu Hội đồng nhân dân tỉnh Bà Rịa – Vũng Tàu, với tỉ lệ 63,62%. Lúc này bà đang giữ chức vụ Tỉnh ủy viên, Viện trưởng Viện kiểm sát nhân dân tỉnh Bà Rịa – Vũng Tàu nhiệm kỳ 2011-2016.
Ngày 3 tháng 4 năm 2016, Lê Thị Đầy được bổ nhiệm chức danh kiểm sát viên cao cấp.